# Philippe Cuper
Pour les articles homonymes, voir Cuper.
 (octobre 2017).
Si vous disposez d'ouvrages ou d'articles de référence ou si vous connaissez des sites web de qualité traitant du thème abordé ici, merci de compléter l'article en donnant les références utiles à sa vérifiabilité et en les liant à la section « Notes et références ».
Philippe Cuper est un clarinettiste français né à Lille le 25 avril 1957.

## Biographie
Philippe Cuper a commencé la musique à l'école de musique de Marcq-en-Barœul et au Conservatoire de Lille (premier prix de solfège spécialisé et prix régional de musique de chambre)[réf. nécessaire], puis a étudié la clarinette au Conservatoire national supérieur de musique de Paris (premiers prix à l'unanimité, premier nommé par vote spécial)[réf. nécessaire] et la musicologie à l'université de Paris-Sorbonne.
Ses maîtres pour la clarinette furent successivement Gilbert Voisin (disciple de Louis Cahuzac) puis à Paris Guy Dangain, Guy Deplus et Henri Druart. Il a aussi reçu les conseils de Jacques Lancelot, André Boutard et Stanley Drucker (du New York Philharmonic) et, en musique de chambre, de Jean Hubeau, Christian Lardé, Étienne Pasquier, Pierre Pasquier et Nelly Pasquier.
Il a remporté les concours internationaux de Munich (ARD), Prague (premier prix à l'unanimité), Viotti (Vercelli) ainsi que la médaille de Genève, le Prix Slovaque, Orvieto, médaille Mravinsky de Saint-Pétersbourg et participé à de nombreux jurys internationaux : USA Young Artist, Pékin, Australie, ARD-Munich, Prague, Roumanie (Cluj), Moscou, Gand, etc. Il a aussi organisé à Versailles le premier concours international « Louis Cahuzac » en 2002, qui a connu quatre éditions (la quatrième en 2022).
Première clarinette solo super-soliste à l'Orchestre de l'Opéra national de Paris depuis 1984, clarinette solo invité à l'Orchestre philharmonique de Berlin (tournée en Amérique du Sud en 2000 et concerts à la Philharmonie à Berlin sur internet octobre 2009), à l'orchestre de la Scala de Milan, de la Radio Bavaroise ou au Sinfonia Varsovia, Orchestre de Paris, National et Philharmonique de Radio France, Orchestre Mondial, Philharmonique de Liège, d'Île-de-France, Lamoureux, Colonne, Garde Républicaine, Ars Nova, Ensemble 2E2M, Musique vivante, il joue sous la direction des plus grands chefs d'orchestre : Ozawa, Sawallisch, Abbado, Maazel, Mehta, Boulez, Prêtre, Dervaux, C. Davis, Barenboim, Dohnányi, Guerguiev, Salonen, Harding, Jurowski, Inbal, Jarvi, Daniel Oren, Gatti, Conlon, Chung, A. Jordan, Ph. Jordan, Franck, etc.
Une soixantaine d'orchestres l'ont accueilli comme concertiste :
- Philharmonie tchèque (Debussy, Copland au Rudolfinum)
- Orchestres de la Radio Bavaroise (Mozart)
- Tokyo Metropolitan (Spohr, Cahuzac)
- Symphonique de Moscou (Debussy en direct pour Radio Classique)
- Brisbane Philharmonic
- Mexico Ofunam Orchestra
- Deuxième concerto de Spohr en direct sur la télévision mexicaine
- Guanajuato (Debussy et Krommer avec A.Retana)
- Québec
- Bruxelles
- Bruges
- Namur (Schindelmeisser avec Boeykens, Ronald Van Spaendonck et Jean-Luc Votano)
- Vérone
- Stavanger (concerto de Françaix en direct à la radio norvégienne)
- Manchester
- Asturias (es) (Copland)
- Texas (deuxième de Spohr)
- Transylvanie
- Olomouc
- Ostrava
- Los Angeles (Françaix)
- Cracovie (Molter, Spohr, Françaix)
- Kiev (création du concerto de Stankovitch, Mozart, Bruch)
- Odessa
- Kharkov (Françaix, Weber)
- Sénégal
- Tunisie
- Égypte
- Israël
- Orchestre Lamoureux (Salle Pleyel et théâtre des Champs-Élysées : concertos de Mozart, Hoffmeister, Weber, Stravinsky)
- Paris-Sorbonne
- Musique royale des Guides à Bruxelles (création en Belgique du concerto de Michael Daugherty)
- Musique de l'Air de Paris
- Orchestres de Lille (Stamitz)
- Toulouse, au Capitole (Molter, Copland)
- Cannes (Rossini au Châtelet)
- Picardie (Weber, Spohr no 2 pour Radio France)
- Mulhouse (Mozart)
- Caen (concerto de Nielsen)
- Nouvelle-Calédonie
- La Réunion
- Versailles (concertos de Maratka, Mozart, Bacri)
- Orchestre de Bretagne (Bruch pour alto et clarinette, Weber, Françaix et première audition en France (à Brest) du concerto de C.V. Stanford)

### Enseignement
Titulaire du certificat d'aptitude à l'enseignement depuis 1982, il est le professeur du conservatoire de Versailles et avec l'Université de Versailles-Saint Quentin en Yvelines, il dirige une classe de clarinette ancienne qui prépare à la Licence et au Master.
Il dirige aussi l'orchestre d'Harmonie et le Chœur de clarinettes de Versailles (1re formation en France qu'il a fondé en 1992) et a été professeur du CNSM de Saragosse : Conservatorio Superior d'Aragon (Espagne), de l'Orchestre français des jeunes, celui des jeunes d'Asie et les clarinettistes de l'Orchestre des jeunes Simon Bolivar au Venezuela.
Il donne des Masterclass aux universités de :
- Chicago
- DePaul
- Northwestern en 2008 (enregistrées live et diffusées sur Internet)
- Cleveland (Music Institute)
- Boston (New England Conservatory)
- Los Angeles (2011)
- Atlanta
- Austin
- Lubbock (Texas)
- Richmond-Virginia
- Tokyo (université Kunitachi)
- Pékin (Conservatoire)
- Séoul (université)
- Taïwan
- Hong Kong
- Bangkok
- Canberra
- Brisbane
- Mexico (UNAM)
- Caracas
- Rio de Janeiro
- Buenos Aires
- Jérusalem (Rubin Academy)
- Londres (Guildhall School)
- Prague (Music Academy)
- Lucca
- Tromsoe (Norvège)
- Kiev
- Saint-Petersbourg (Conservatoire)
- Moscou (conservatoire Tchaikovsky)
- ainsi qu'aux académies d'été du Domaine Forget (Canada), Boston, Cagliari (Sardaigne), Benidorm (Espagne), Safed (Israël), Les Arcs, Flaine, Val d'Isère, Musicalta à Rouffach

Ses élèves sont des professeurs recherchés (New York, Tokyo, université d'Osaka, Conservatoire royal de Bruxelles, IMEP de Namur, Conservatoires de Prague, Lucca, CRD de Bayonne), et des solistes d'orchestres : Séoul Philharmonic, Mexico (UNAM), Acapulco, Toluca, Guadalajara, Sonora, Puebla orchestre de Santiago du Chili, Nouvelle-Zélande, Alicante, Winterthour, Philharmonique de Liège, Ensemble orchestral de Paris, Musiques de l'Air, de la Garde républicaine, de la Police nationale, Orchestres de Lyon, Nice, Bretagne, Nantes, Mulhouse, etc.

### Fondations
Il est cofondateur de :
- L'octuor à vent de Paris (en 1986)
- des ensembles Arpeggione (devenu quatuor avec I. Flory)
- Phoenix et Flexus (avec J.-F. Zygel)
- Kammerensemble de Paris (avec J.-C. Bouveresse) et de l'Ensemble des deux mondes.

### Partenariats
Il a été le partenaire des pianistes :
- Badura-Skoda
- Aimard
- Planès
- Chung
- Rigutto
- Dalberto
- Cabasso
- Luisada
- Desert
- Cassard
- Hugonnard-Roche
- Koerner
- Chaplin
- Cohen
- Strosser
- Erlensdottir
- Esposito
- Paraskivesco
- Ciocarlie
- Lagniel
- Lechevalier
- Raes
- Buroni
- Vidil

des archets
- Ruggiero Ricci
- Jarry
- Brussilowsky
- Prat
- Charlier
- Roussin
- Korcia
- Wallez
- Laroque
- Piketty
- Flory
- Poiget
- Bouveresse
- Sabouret
- Ato
- Huchin
- Pasquier
- Caussé
- Verney
- Lenert
- Toutain
- Bône
- Suys
- Gnéri
- Gaugué
- Pierre
- Henkel
- Chiffoleau
- Meunier
- Bailly
- Strauss
- Demarquette
- Wieder-Atherton
- Gaillard
- Watelle
- Bary
- Cazauran
- Noharet
- Guttler

des harpistes
- Cambreling
- Moretti
- Géliot

des vents
- Schellenberger
- Leleux
- Audin
- Gallois
- Aubier
- Bernold
- MacManama

du percussionniste Petitjean
des trios
- Tchaikovsky (Moscou)
- Wanderer
- de Prague
- de Jérusalem

des quatuors à cordes
- Talich
- Kocian
- Venus
- Kapralowa (Prague)
- Takács (Budapest)
- Wilanov (Varsovie)
- Alcan (Canada)
- Diabelli (Boston)
- Bernède
- Enesco
- Parisii
- Rosamonde
- Manfred
- Debussy
- Lalo
- Arpeggione
- Thymos
- Benaim (France)
- dans de nombreux festivals (Montreux, Lisbonne, Porto, Paris, Montpellier, Orange, St Lizier, Aix en Provence, Reims, Les Arcs, Festival MiTo à La Scala de Milan).

### Autres participations
Il a joué en soliste pour Radio-Classique, RTL (Weber chez Michel Drucker), Pop Club de José Arthur et Radio-France (France Musique, France Culture) : concerto no 2 de Spohr, Weber, Reger, Madsen, Martinu, Loriaux, Molter, Bruch, Schumann, Mozart, Debussy, Françaix, Quintette de Anthony Girard, trio de Haendel pour deux clarinettes à trois clés et cor naturel avec J.-C. Veilhan et M. Garcin-Marrou, trio Mozart/cors de basset (avec P. Moraguès, P.-O. Devaux), Flammes de Komives, Trio de Fénelon (avec M. Arrignon, J.-N. Crocq) ou plus récemment Les Contes de Fées de Schumann (avec P.-L. Aimard, L. Verney), les Contrastes de Bartok (avec P.-L. Aimard, F. Laroque).
Il a aussi coproduit quelques émissions de radio sur la clarinette (D. Jamet, J.-M. Damian, K. Le Bail, etc.).
La télévision l'a invité en solo (Rossini) ou avec l'octuor à vent de Paris et le sextuor de clarinettes français dans l'émission du dimanche de Jacques Martin ou dans Prélude à la nuit de Charles Imbert, Le Grand Échiquier' de Jacques Chancel, FR3 (festival Klezmer avec Giora Feidman en Israël), etc.

## Répertoire
Il joue le répertoire du début du XVIIIe siècle à nos jours et collabore avec de nombreux compositeurs : Messiaen (pour le Quatuor pour la fin du Temps à l'Opéra Bastille avec M. W. Chung, J.-P. Sabouret, R. Benedetti), Jean Françaix (CD du concerto sous sa direction), Sauguet (pour sa sonatine), Rosenthal (création du sextuor « Juventus »), Boulez, Berio, Denisov, Max Deutsch (élève de Schoenberg), Mihalovici, Bacri (CD du concerto écrit pour lui), Dutilleux, Boutry (création à Atlanta du quatuor de clarinettes avec G. Deplus, S. Hue, B. Martinez), Palenicek, Finzi, Gotkowski, Keller, Camillieri (création du trio avec alto), Lancen, Holstein, Constant, Mefano, Aubain, Komives (création à Tokyo des duos avec alto qui lui sont dédiés), Adams, Knussen, Fénelon, Hersant, Dusapin, Manduel, Moss, Zygel, Connesson (création de "Disco toccata" et "Double quatuor"), Girard (Trio qui lui est dédié), Sammut, Zavaro, Escaich, Robin, Ferrant, Stankovitch, Dulat, Voirpy, Vérin, Dunoyer de Ségonzac, Kaufmann, Daniel (Kol Nidré), Parra, Maratka, Paquito D'Rivera (création des pièces pour cinq clarinettes à Boston et Octuor à Paris)), Gronych (création à l'Opéra de Tel Aviv du concerto pour trois clarinettistes et orchestre avec le jazzman Eddie Daniels et le Klezmer Giora Feidman). Il joue aussi d'autres compositeurs contemporains : J.-B. Robin (création de "Labyrinthe" pour huit clarinettes), M. Weinberg et Perkowski (créations françaises de leur Sonate), Ferran, Dallapiccola, Donatoni, Marquez, Olah, Lehmann, Daugherty, etc.

## Discographie
Philippe Cuper a réalisé une quarantaine de CD comme soliste ou chambriste :
- concertos de J. Stamitz, Pokorny, Mozart,
- concerto et concertante (CD BNL)
- Bréval
- Weber (première intégrale en France d'après les manuscrits et cadences originales, cd réédité en 2012 par Indésens)
- Ponchielli
- Nielsen
- Copland
- Françaix (concerto dirigé par le compositeur, CD réédité en 2012 par Indésens)
- Stankovitch et Bacri (composés à son intention)
- Artie Shaw
- Rhapsodie de Debussy avec le symphonique de Moscou
- Premier enregistrement des Confidences d'un joueur de clarinette de Koechlin dirigé par Armin Jordan (CD Gallo en Suisse)
- Le pâtre sur le rocher de Schubert pour la musique du film de Claude Miller L'Accompagnatrice (nommée aux Victoires de la musique classique)
- Quintettes de Brahms et Mozart avec le quatuor Talich (Choc du Monde de la Musique)
- Tim et Tom (livre-CD pour enfants chez Gallimard)
- The Paris Connection (CD Clarinet Classics)
- The Clarinet in Bohemia (CD Clarinet Classics)
- Mozart (quatuor)
- Beethoven (septuor)
- Wagner
- Mahler
- Ravel
- Nielsen
- Jan Novak
- Dohnanyi
- Prokofiev
- Aram Khatchatourian
- Stravinsky
- Chostakovitch
- Tansman
- Harsanyi
- Martinu
- Poulenc (Sonate, version originale)
- Connesson(1er enregistrement de Disco toccata)
- Girard
- Francis Loriaux (Sonatine et Quatuor de clarinettes)
- Premiers enregistrements de Scaramouche de Milhaud (version pour clarinette par le compositeur)
- Rêverie orientale de Glazounov
- Première intégrale des œuvres de Louis Cahuzac d'après les manuscrits (CD Clarinet Classics)

Il a enregistré comme clarinette solo de nombreux DVD :
- Felicity Lott in recital
- La Clemenza de Tito de Mozart avec Susan Graham (avec l'Opéra de Paris)
- L'Elixir d'amour
- La Fille du régiment de Donizetti avec Alfredo Kraus
- Otello de Verdi avec Placido Domingo
- L'Italienne à Alger de Rossini
- Manon de Massenet avec Renée Fleming
- Rossignol
- Renard de Stravinsky avec Natalie Dessay
- Les Contes d'Hoffmann
- ballets (Petrouchka, Les 2 Pigeons, Le festin de l'araignée, etc.).

des CD symphoniques
- Symphonie Alpestre de Strauss par l'Opéra de Paris/Jordan (CD Naive)
- Stravinsky par l'Opéra de Paris/Conlon (Emi)
- Messiaen par l'Opéra de Paris/Chung (Deutsche Grammophon)
- Concerto piano No 4 par J.-M. Luisada et le Philharmonique de Radio France/Mikko Franck (CD RCA)
- Ph. Hersant par le National de France (CD Density 21)
- Ravel
- Debussy par l'Orchestre Lamoureux/Bernède (CD Forlane)
- Debussy par le Philharmonique de Radio France/Mikko Franck (CD RCA).

des CD plus populaires
- Roberto Alagna chante Luis Mariano ou avec Serge Lama, Yves Duteil, etc.
- Natural Sciences, Hélène Blazy (CD Koka Média)
- des musiques pour la télévision avec l'accordéoniste Marcel Azzola, des musiques de films (Mayrig, 588, rue Paradis, Yiddish Connection, Les Uns et les Autres, Golden boy, Le Dernier Été[réf. nécessaire][Lequel ?], Maupassant[pas clair], L'Accompagnatrice, La Disparition, etc.).